# 裂瓣无心菜
裂瓣无心菜（学名：Arenaria weissiana var. bifida）为石竹科无心菜属下的一个变种。